# Nomioides ino
Nomioides ino är en biart som först beskrevs av Nurse 1904.  Nomioides ino ingår i släktet Nomioides och familjen vägbin. Inga underarter finns listade i Catalogue of Life.